# Paris, Bibliothèque nationale de France, lat. 3836
Die Handschrift Paris, Bibliothèque nationale de France, lat. 3836 ist ein Codex, der eine Abschrift der Collectio Sanblasiana enthält. Die Handschrift wurde in der zweiten Hälfte des 8. Jahrhunderts in der Abtei Corbie oder in deren Umgebung geschrieben. Viele Seiten sind durch schmuckvolle Initialen, großzügig verwendete farbige Tinte, Auszeichnungsschriften und andere Schmuckelemente gestaltet. Sie gilt zusammen mit Köln, Dombibliothek, Cod. 213 als eine der prächtigsten Rechtshandschriften des Frühmittelalters.